# Joaquim Manuel de Macedo
Joaquim Manuel de Macedo (Itaboraí, 24 de junio de 1820 — Itaboraí, 11 de abril de 1882) fue un médico, periodista, escritor, profesor, novelista, poeta, literato, memorialista y político brasileño. Es el patrono de la silla 20 de la Academia Brasileña de Letras
Estudió medicina en la Facultad de Río de Janeiro y trabajó un tiempo en el interior de la entonces provincia de Río de Janeiro. En 1844 publicó A Moreninha que le dio fama. En 1849 fundó la revista Guanabara donde publicó gran parte de su novela-poema A Nebulosa. De vuelta en Río, abandonó la medicina y se dedicó a enseñar historia y geografía en el Colégio Pedro II. Fue diputado provincial entre 1850 y 1859 y diputado general entre 1864 y 1868 y 1873 y 1881. Fue miembro del Instituto Histórico desde 1845 y del Consejo Director de Instrucción Pública de la Corte. Falleció en 1882 con 62 años de edad.